# Hotel San Carlos (Phoenix)
El Hotel San Carlos (en inglés: San Carlos Hotel) es a la vez un hotel operativo y sitio turístico. Se ha asociado con "avistamientos de fantasmas". Fue incluido en el Registro Nacional de Lugares Históricos (NRHP) en 1983 como San Carlos Hotel. Es miembro de Historic Hotels of America, el programa oficial de la National Trust for Historic Preservation. 
Muchos empleados han dicho que han visto fantasmas en el hotel, el más mencionado es el de Leona Jensen. Esto hizo que el canal de viajes  dedicara parte de su programa World Travels al hotel.